# Иткульский спиртзавод
Иткульский спиртзавод — один из старейших ликёроводочных заводов России. Расположен в селе Соколово, Зональный район Алтайского края. Предприятие изготавливающее солодовый спирт и напитки на его основе.

## История

### Российская империя

#### При акцизной системе

Корпуса Иткульского спиртзавода в 2020 году

Винокуренный завод в деревне Соколово на берегах реки Уткуль (Иткуль) был учреждён потомственным дворянином из Пермской губернии, бывшим служащим Уральского горного правления и Алтайского горного правления в чине коллежского асессора Константином Павловичем Платоновым и барнаульским купцом II-й гильдии Григорием Терентьевичем Бадьиным. Несмотря на то что частное винокурение в Алтайском горном округе было разрешено с 5 октября 1862 года, Алтайское горное правление долгое время не предоставляло разрешений на строительство винокурен. Бадьин подавал прошения с 1863 года, но искомую бумагу получил только 13 сентября 1867 года, когда его компаньоном стал Платонов.
Соколовское сельское общество выделило под строительство 13 десятин земли. На них были возведены деревянные заводские корпуса, амбар, кузница, казармы для рабочих, бондарня, две бани и устроен подвал для хранения площадью 653 м². На реке была построена плотина, и вода на производство подавалась из образованного ею пруда.
Завод начал работу 15 декабря 1868 года, и уже к 1 января 1869 года успел выкурить чуть более 2600 вёдер в пересчёте на сорокаградусное хлебное вино. Первым управляющим завода стал уроженец Санкт-Петербургской губернии Василий Андреевич Гусаров, который занимал эту должность до 1910 года. Для Иткульского завода была установлена норма выработки в 50 тыс. вёдер полугара в год, но предприниматели умело обходили эти ограничения: к 1877 году ежегодный выпуск превысил 100 тыс. вёдер спирта, а к концу века — 200 тыс. С момента открытия по 1879 год завод произвёл 1 млн вёдер, а по 1891 — 2,5 млн. В отличие от распространённых в европейской части страны сельскохозяйственных винокурен, где спирт производили из картофеля и свёклы только в сезон, Иткульский завод использовал в качестве сырья зерно, и выкурка не прекращалась круглый год.
Вплоть до 1893 года Алтайское горное правление не выдавало новых разрешений на строительство винокурен, и Иткульский завод занимал монопольное положение в производстве и сбыте спирта и водок. В 1882 году его оборот составил 182,2 тыс. рублей — 42% от годовой суммы производства всех заводов и фабрик горного округа. Чистый спирт поставлялся крестьянам и старателям, а выпуск более дорогих напитков был организован на небольшом заводе в Барнауле. Тот ежегодно производил до 30 тыс. вёдер ликёров, настоек, наливок, водок и столовых вин на сумму до 205 тысяч рублей. У Иткульского завода была широкая сеть сбыта: 10 оптовых складов и 46 питейных заведений. Продукция Иткульского завода была представлена на Всероссийской промышленной и художественной выставке 1896 года в Нижнем Новгороде, где предприятие было отмечено бронзовой медалью «за развитие винокуренного производства в отдалённых местах России».
Ещё до начала XX века Иткульский завод прошёл несколько модернизаций. Однокубовый ректификатор, изготовленный местным мастером под присмотром винокура, был заменён на брагоперегонный аппарат системы Блюменталя, затем на аппарат непрерывного действия «Ильгес, Мюллер и Кº», а в 1898 — на аппарат, изготовленный на заводе бельгийской фирмы «Альберт Гербст». В 1885 году завод одним из первых на Алтае был электрифицирован: из Англии была выписана динамо-машина и приглашён электромеханик И. И. Самострелов. За небольшое время механик провёл электропроводку и подключил её к динамо-машине мощностью 100 киловатт и силой тока до 75 ампер. Источником энергии служило водяное колесо. Кроме того, в 1889 году на производстве был установлен новый батарейный паровой котёл. В 1900—1901 годах для завода было выстроено новое кирпичное здание, куда производство было перенесено в 1902 году.
После смерти Бадьина в 1872 году доля в предприятии перешла его вдове, которая вскоре вновь вышла замуж и взяла фамилию Судовская, после чего фирма, владеющая заводом, получила название «Платонов и Судовская». В 1873 году Платонов совместно с женой чиновника Айдаровой построил рядом винокуренным заводом стекольный, где производились бутылки и посуда для нужд винокуренного завода, а также хрусталь и листовое стекло. В 1878 году уже немолодой Константин Платонов отошёл от дел и передал управление своему единственному сыну Ивану. После смерти Судовской в 1906 году тот стал единственным владельцем всех алкогольных предприятий, которые объединил в «Торговый дом И. К. Платонов».

#### В период государственной монополии
После введения в Западной Сибири казённая винная монополия в 1902 году, Иткульский и другие заводы начали поставлять спирт на казённые монопольные склады. Поставки с Иткульского завода осуществлялись в основном на Бийский и Барнаульский казённые склады. Норма выработки для предприятия была временно снижена до 181 тыс. вёдер, позднее ограничения были сняты. В 1906—1909 годах Иткульский завод производил около 291 тыс. вёдер в год, оставаясь крупнейшим в Алтайском горном округе, а во всей Сибири уступал только Семипалатинскому заводу торгового дома «Прокопий Плещеев и Кº, где выкуривалось 352,72 тыс. вёдер.
Прибыльность винокурения при государственной монополии сильно упала по сравнению с периодом акцизной системы, что подкосило финансовое положение торгового дома «И. К. Платонов». Водочный завод в Барнауле был закрыт, стекольный — сгорел и не был восстановлен. В 1912 году фирма, обременённая долгами в 1 млн рублей, была объявлена банкротом. Впрочем, Иткульский завод остался в собственности Платонова, и не позднее 1914 года он подарил его своей приёмной дочери Надежде Николаевне Олюниной. Управляющим стал её муж, который также владел винокуренным заводом в Кузнецком уезде Томской губернии. Однако уже в августе 1914 года после вступления Российской империи в Первую мировую войну в стране был введён сухой закон, и производство на Иткульском заводе было остановлено.

### СССР
На фоне Гражданской войны новым владельцам и коллективу Иткульского винокуренного завода удалось сохранить оборудование и даже запасы спирта. В 1920—1923 годах завод выпустил небольшое количество спирта на основе старых запасов зерна, а с 1923 по 1925 был законсервирован. Производство было возобновлено после того, как XIV съезд ВКП(б) пересмотрел роль спиртного в социалистическом обществе и снял ограничения на выпуск алкоголя. Руководителем Иткульского завода, получившего название «Красное знамя» стал выпускник рабфака Иван Илларионович Гостев. В 1930-х годах к заводу были прикреплены ближайшие совхозы и колхозы Бийской зоны, а в 1935—1936 годах — подведена железнодорожная ветка от Транссибирской магистрали, что обеспечило стабильные поставки сырья. Помимо выкурки спирта в 1920-х — 1940-х годах на заводы было организовано производство крепких напитков.
В годы Второй Мировой войны резко выросла потребность в спирте для выпуска лекарств и антифриза, проведения медицинских процедур и водки, которую в соответствии с постановлением Государственного комитета обороны от 22 августа 1941 было положено выдавать солдатам и офицерам первой линии действующей армии. Всего с 1941 по 1945 год Иткульский завод выпустил около 1 млн декалитров (дал) спирта и столько же слабоалкогольных напитков. В годы войны работники завода внести более 600 тыс. рублей в фонд обороны, а 113 человек были  награждены медалью «За доблестный труд в период Великой Отечественной войны 1941-45 гг.».
После войны предприятия Сибири стали опорной базой для восстановления экономики СССР. Завод возглавил Николай Иванович Клименцов, который для подготовки кадров организовал при заводе школу фабрично-заводского ученичества и наладил сотрудничество с Сарапульским техникумом пищевой промышленности и институтом пищевой промышленности в Ленинграде, откуда на завод начали приезжать молодые специалисты с высшим образованием.
К 1960-м годам объёмы производства достигли 560,2 тыс. дал спирта-сырца, 215,7 тыс. дал. спирта-ректификата, 332,2 тыс. дал спирта высшей очистки. В 1968 году Иткульский завод отметил 100-летний юбилей. К этому времени началась очередная модернизация предприятия. Завод был подключён к системе государственного энергоснабжения и на территории была построена подстанция на 10 тысяч киловатт, были пробурены дополнительные скважины для улучшения водоснабжения, установлены новые бродильные чаны, что позволило повысить качество и выпуск спирта, в 1974 году был введён в эксплуатацию углекислотный цех. Это спасло предприятие в годы антиалкогольной кампании, поскольку углекислота требовалась промышленности региона, а получить её было возможно только при выпуске спирта. Имело значение и то, что Иткульский завод был поставщиком спирта для районов Крайнего Севера. Но план по выпуску спирта сильно снизился, начались вынужденные простои, в 1986 году большую часть рабочих пришлось отправить в отпуск без сохранения содержания. От этого кризиса предприятие смогло оправиться только в 1990-е годы.

### Современная Россия
После распада СССР госмонополия в сфере спирта и алкогольных напитков была фактически упразднена. 21 мая 1993 года по распоряжению администрации Алтайского края завод был реорганизован в акционерное общество открытого типа. На первом собрании акционеров 11 марта 1994 года генеральным директором был назначен Виктор Михайлович Сурков. 30 июля 1996 года предприятие было реорганизовано в открытое акционерное общество «Иткульский спиртзавод». Было возобновлено водочное производство, и 4 ноября 1994 года с конвейера сошла первая водка — «Пшеничная». В дальнейшем завод начал выпускать напитки по новым рецептурам под собственными торговыми марками «Иткульская», «Соколовская», «Сибирское раздолье», «Сибирячка» и другими. С 1996 года Иткульский завод начал производить по контракту с французской компанией Pernod Ricard водку «Алтай», которая экспортировалась в ряд европейских стран и была отмечена медалью на международной выставке в Лондоне в 2001 году.
В 1995 году использование производственных мощностей составило по спирту — 96%, в 1996 году — 87%, в 1997 году — 82%, по водке за те же годы — 60, 68,4 и 70% соответственно.
На 2008 год Иткульский завод был крупнейшим производителем спирта в Алтайском крае, его годовой выпуск составлял 957 тыс. дал спирта и 1,172 млн дал водки — 84% и 71% от региональных. Продукция завода экспортировалась в 15 стран мира. На этот момент на предприятии работало 405 человек, годовая выручка составила 870,8 млн рублей. В октябре 2009 года Роспиртпром передал 51% акций Иткульского завода и ещё 10 алкогольных предприятий банку ВТБ в рамках погашения кредита. Для банка алкогольные заводы были непрофильным активом, и в 2010 году Иткульский завод был продан миллиардеру Василию Анисимову, совладельцу «Металлоинвеста» и «Восточно-Европейской дистрибьюторской компании» — эксклюзивного дистрибьютора Росспиртпрома. С 2009 года завод начал выпускать для международной компании Marussia Beverages водку Mamont класса «суперпремиум», которая в 2020 году была отмечена высшей золотой наградой конкурса International Wine & Spirits Competition как лучшая российская водка.
В 2015 году контролирующим акционером завода стала УК «Кристалл-Лефортово», четвёртый по величине производитель водки в России. На 2016 год завод выпускал 1,03 млн дал спирта в год и 1,887 дал водки, входил в топ-15 крупнейших производителей водки и двадцатку ведущих производителей спирта. На завод приходилось 80% от всей водочной продукции, произведённой в регионе, также предприятие было одним из трёх крупнейших налогоплательщиков Алтайского края.
В 2018 году предприятие оказалось в сложном финансовом положении из-за проблемных долгов «Кристалл-Лефортово». Впервые за 10 лет завод понёс убыток, а из-за резервов по долгам акционера оказался не способен погасить обязательства перед Сбербанком, в залоге по которым находились заводские строения и оборудование. В апреле 2019 года счета завода были арестованы по иску Промсвязьбанка к «Кристалл-Лефортово». Работа завода остановилась, 192 человека попали под сокращение, многие из оставшихся были отправлены в вынужденный отпуск. В мае спиртзавод подал заявление о банкротстве.
В декабре 2019 года Иткульский завод за 15 млн долларов приобрела компания Marussia Beverages, для которой тот с 2010 года выпускал водку Mamont. Директором завода по совместительству стал генеральный директор «Маруся Бевереджис РУС» Юрий Тинт. В марте 2020 года суд утвердил мировое соглашение, новый собственник обязался погасить все долги предприятия, и процедура банкротства была прекращена. К ноябрю Иткульский завод вышел на докризисный уровень по выпуску спирта. Новый собственник планировал провести ребрендинг торговых марок и расширить ассортимент. В частности, были представлены планы по выпуску на Иткульском заводе виски среднего ценового сегмента по новой «алтайской» рецептуре, учитывающей культурные особенности страны производства.

## Продукция
Ассортимент водочной продукции включает в себя:
Водки:
- «Иткульская»
- «Сибирское раздолье»
- «Сибирячка»
- «Горный Алтай»
- «Хлебная мера»
- «Мамонт»
- «Зёрна Севера»[26]

Водка «Мамонт» — лауреат Золотой медали International Wine and Spirits Competition 2020 (IWSC-2020) (98/100 баллов).

## Сохранение истории
К современному периоду на территории завода сохранилось большое число построек XIX — начала XX века. В их числе деревянные амбары, которые используются до сих пор; жилой дом управляющего, как и прежде именуемый «Кремль»; кирпичные спиртохранилища 1870-х годов постройки; и здание спиртового цеха, возведённое в 1902 году. Кроме того, сохранились лиственницы, высаженные вокруг предприятия ещё в XIX веке. В 1994 году «Комплекс винокуренного завода», включающий старый основной цех и дом управляющего, получил статус памятника промышленной архитектуры регионального значения. Перед современным зданием завода была установлена стела с указанием года основания и именами Платонова и Бадьина.
В 2003 году была издана книга «История Иткульского спиртового завода 1868—2003 г.» под редакцией д. и. н. Валерия Скубневского. В 2004 году начался проект музеефикации здания старого спиртового цеха: была проведена реставрация, разработана экспозиция. В фонд заводского музея вошли копии фотодокументов конца XIX — XX века (оригиналы были переданы в фонды Алтайского государственного краеведческого музея), письменные источники, материалы из личных архивов работников завода, утварь, предметы интерьера, образцы продукции, выставочные награды. Открытие музея состоялось 26 августа 2006 года.
Владевшие заводом до начала XX века отец и сын Платоновы были известными алтайскими благотворителями и участвовали в жизни Соколово. Так Иван Платонов на свои средства открыл при заводе амбулаторную лечебницу с аптекой, в 1884 году построил в селе частную Константиновскую школу для девочек и мальчиков, которая имела собственную библиотеку и метеостанцию и считалась лучшей в округе, а в 1892 году — православную церковь Богоявления Господня, в приход которой вошли жители Соколово, Комарово и Савиново. В 1935 году в ходе антирелигиозной кампании церковь была сожжена, а в 2007 году при финансовой поддержке Иткульского завода на её месте был возведён новый каменный храм.

## Люди
На 2021 год на Иткульском заводе работало 315 человек. В их числе есть «потомственные» сотрудники, семьи которых поколениями трудились на предприятии на протяжении 100—150 лет.